# Raphael Wallfisch

Raphael Wallfisch (2021)

Raphael Wallfisch (* 15. Juni 1953 in London) ist ein britischer Cellist und Hochschullehrer.

## Leben und Wirken
Raphael Wallfisch entstammt einer musikalischen Familie. Er ist der Sohn des Pianisten Peter Wallfisch und der Cellistin und Holocaust-Überlebenden Anita Lasker-Wallfisch, seine Schwester ist die Psychotherapeutin Maya Lasker-Wallfisch.
Wallfisch erhielt zunächst Klavier- und Violinunterricht, bevor er im Alter von 8 Jahren zum Cello wechselte. Er studierte bei Amaryllis Fleming und Amadeo Baldovino sowie an der Londoner Royal Academy of Music bei Derek Simpson. 1974 ging er mit einem Stipendium in die USA, wo er seine Studien bei Gregor Piatigorsky in Los Angeles fortsetzte. Im Rahmen privater Kammerkonzerte trat er in dieser Zeit gemeinsam mit Jascha Heifetz auf. Nach dem Gewinn des Internationalen Gaspar-Cassadó-Wettbewerb in Florenz im Jahr 1977  entfaltete er seine internationale Karriere.
Als Solist konzertierte er mit Orchestern wie zum Beispiel dem London Symphony Orchestra, London Philharmonic Orchestra, Royal Philharmonic Orchestra, BBC Symphony Orchestra, English Chamber Orchestra, Los Angeles Philharmonic, Indianapolis Symphony Orchestra,  Vancouver Symphony Orchestra, Sinfonieorchester der Nationalphilharmonie Warschau, Tschechische Philharmonie, Melbourne Symphony Orchestra, Gewandhausorchester, Konzerthausorchester Berlin, WDR Sinfonieorchester, Hamburger Symphoniker oder dem MDR-Sinfonieorchester. Er gastierte bei Festivals wie dem Aldeburgh Festival, Festival dei Due Mondi Spoleto, Pablo Casals Festival in Prades, Oslo Chamber Music Festival, Schleswig-Holstein Musik Festival, den BBC Proms und dem Edinburgh Festival.
Mit seinem Vater Peter Wallfisch spielte er ab 1980 zwölf Jahre lang als Kammermusik-Duo. Seit 2009 bildet Wallfisch mit dem Geiger Hagai Shaham und dem Pianisten Arnon Erez zudem das Kammermusik-Trio Shaham Erez Wallfisch. Sein langjähriger Kammermusikpartner ist der Pianist John York. 
Neben bekannten Werken des klassischen und romantischen Repertoires hat Wallfisch auch Wiederentdeckungen eingespielt, zum Beispiel Werke von Hindemith, Caplet und Dohnányi und widmete sich intensiv britischen Komponisten wie Gerald Finzi, Frederick Delius, Arnold Bax, Arthur Bliss, Benjamin Britten und Ernest John Moeran. Mit zeitgenössischen Komponisten wie Peter Maxwell Davies, Kenneth Leighton, James MacMillan, Paul Patterson, Robert Simpson, Robert Saxton, Giles Swayne, John Tavener, Adrian Williams und Jonathan Dove arbeitete er eng zusammen und es wurden ihm mehrere Werke gewidmet. Außerdem beinhaltet sein Repertoire Werke jüdischer Komponisten, die während der Zeit des Nationalsozialismus in ihrem Schaffen behindert wurden, darunter Karl Weigl, Hans Gál, Mieczyslaw Weinberg, Mario Castelnuovo-Tedesco, Berthold Goldschmidt, Franz Reizenstein, Paul Ben-Haim, Robert Starer und Ernest Bloch.
Wallfisch ist derzeit (Stand 2023) Professor am Londoner Royal College of Music und leitet den Lehrstuhl für Cello und Kammermusik am Trinity Laban Conservatoire of Music and Dance. Zuvor lehrte er als Professor an der Zürcher Hochschule der Künste, an der Hochschule für Musik Mainz, an der Guildhall School of Music and Drama  und als Gastdozent am Royal Northern College of Music in Manchester. Meisterkurse gab er zum Beispiel am Royal Conservatoire of Scotland, beim Pablo Casals Festival oder im Rahmen des Piatigorsky International Cello Festival.
Als Jurymitglied wirkte er beim Mstislav-Rostropowitsch-Cellowettbewerb in Paris, bei der Schoenfeld International String Competition in Harbin und beim Internationalen George-Enescu-Wettbewerb in Bukarest.

### Instrumente
Wallfisch spielt das „Ex-Romberg-Cello“ von Domenico Montagnana aus dem Jahr 1733, ein zeitgenössisches Instrument von Patrick Robin und ein 5-Saiten-Cello von Kai-Thomas Roth.

### Privates
Wallfisch ist mit der australischen Violinistin Elizabeth Wallfisch, geborene Hunt, verheiratet. Ihre drei Kinder sind der Komponist Benjamin Wallfisch, der Cellist und Sänger Simon Wallfisch und die Liedermacherin Joanna Wallfisch.

## Diskografie (Auswahl)

### Konzerte für Cello und Orchester
- Britten: Symphony for Cello and Orchestra, Death in Venice (Suite). Mit dem English Chamber Orchestra, Dirigent: Steuart Bedford (LP: Chandos; 1985 / CD: 2004)
- Brahms: Concerto for Violin, Cello & Orchestra Op. 102 / Bruch: Concerto for Violin & Orchestra No. 1 Op. 2. Mit Lydia Mordkovitch, Violine; London Symphony Orchestra;  Dirigent: Neeme Järvi (Chandos; 1989)
- Tchaikovky: Music for Cello & Orchestra. (U. a. Rokoko-Variationen) Mit dem English Chamber Orchestra, Dirigent: Geoffrey Simon (Chandos; 1989)
- Barber: cello concerto / Dmitri Shostakovich: cello concerto no. 1 Mit dem English Chamber Orchestra, Dirigent: Geoffrey Simon (Chandos; 1989)
- Dvořák: cello concerto Op. 104 / Dohnányi: Konzertstück for cello & orchestra Op. 12. Mit dem London Symphony Orchestra, Dirigent: Charles Mackerras (Chandos; 1989/2012)
- Hindemith: Cello Concerto, The Four Temperaments. Mit Howard Shelley, Klavier; BBC Philharmonic, Dirigent: Yan Pascal Tortelier (Chandos; 1992)
- Vivaldi: Cello Concerti Vol. 1–4. Mit City of London Sinfonia, Dirigent: Nicholas Kraemer; Northern Chamber Orchestra, Dirigent: Nicholas Kraemer (Naxos; 1995)
- James MacMillan: The World's Ransoming, Cello Concerto. Mit Christine Pendrill, Waldhorn; BBC Scottish Symphony Orchestra, Dirigent: Osmo Vänskä (BIS; 1999)
- Beethoven: Piano Concerto No. 4 in G Major Op. 58, Triple Concerto in C Major Op. 56. Mit Michael Roll, Klavier; Jean-Jacques Kantorow, Violine; Royal Philharmonic Orchestra, Dirigent: Howard Shelley (RPO; 2000)
- Finzi & Leighton: Cello Concertos. Royal Liverpool Philharmonic Orchestra, Dirigent:  Vernon Handley / Royal Scottish National Orchestra, Dirigent: Bryden Thomson (Chandos; 2001)
- Menotti: Apocalisse, Fantasia for Cello and Orchestra, Suite from ‘Sebastian’. Mit dem Spoleto Festival Orchestra, Dirigent: Richard Hickox (Chandos; 2001)
- Khachaturian: Violin Concerto · Cello Concerto. Mit Lydia Mordkovitch, Violine; London Philharmonic Orchestra, Dirigent: Bryden Thomson (Aufnahmen von 1988/1990, Chandos; 2002)
- Kabalevsky: Violin Concerto, Cello Concerto No. 2. Mit Lydia Mordkovitch, Violine; London Philharmonic Orchestra, Dirigent: Bryden Thomson (Aufnahmen von 1988/1990, Chandos; 2002)
- Bax: Orchestral Works. Violin Concerto, Cello Concerto, Morning Song. Mit Lydia Mordkovitch, Violine; Margaret Fingerhut, Klavier; London Philharmonic Orchestra, Dirigent: Bryden Thomson (Aufnahmen von 1987/1991, Chandos; 2003)
- Moeran: Violin Concerto, Lonely Waters, Whythorne's Shadow, Cello Concerto. Mit Bournemouth Sinfonietta, Ulster Orchestra; Dirigenten:  Norman del Mar, Vernon Handley (Chandos; 2004)
- Strauss: Symphony No. 2 in F Minor, Six Songs, Romanze for Cello and Orchestra. Mit Eileen Hulse, Sopran; Royal Scottish National Orchestra, Dirigent: Neeme Järvi (Aufnahmen von 1988/1993, Chandos; 2004)
- Kenneth Leighton: Cello Concerto, Symphony No. 3, ‘ Laudes musicae’. Mit Neil Mackie, Tenor; Scottish National Orchestra, Dirigent: Bryden Thomas (Chandos; 2005)
- Finzi: Violin and Cello Concertos. Mit Tasmin Little, Violine; Royal Liverpool Philharmonic Orchestra, Dirigent: Vernon Handley (Chandos; 2007)
- Martinů: Cello Concertos, Cello Concertino. Tschechische Philharmonie, Dirigent Jiri Belohlávek (Chandos; 2009)
- Giles Swayne: Stabat mater, The silent land, Magnificat I, Ave verum corpus. Mit dem The Dmitri Ensemble, Leitung: Graham Ross (Naxos; 2010)
- Arnold: Cello Concerto, Symphony for Strings, Fantasy for Recorder and String Quartet. Mit Esther Ingham und John Turner, Flöte; Carl Raven, Altsaxophon; Northern Chamber Orchestra, Manchester Sinfonia, Leitung: Nicholas Ward, Richard Howarth (Naxos; 2011)
- Joseph Holbrooke: The Pit and the Pendulum, Cello Concerto, Pandora, Symphony No. 4. Mit dem Royal Liverpool Philharmonic Orchestra, Dirigent: George Vass; Royal Scottish National Orchestra, Dirigent: George Vass (Dutton Lab; 2011)
- Cyril Scott: Piano Concerto in D, Op. 10 (1900), Cello Concerto, Op. 19 (1902), Ouverture to Pelleas and Melisande; mit Peter Donohoe, Klavier; BBC Concert Orchestra, Dirigent: Martin Yates (Dutton; 2013)
- Serge Prokofiev, Rodion Shchedrin: Cinq Mélodies, Parabola Concertante, Concertino, Classical Symphony. Mit Southbank Sinfonia, Dirigent: Simon Over (Nimbus; 2014)
- Nicholas Maw: Sonata Notturna; Life Studies. Mit dem English String Orchestra, Dirigent: William Boughton (Nimbus; 2014)
- Shostakovitch: complete works for cello. Mit John York, Klavier; BBC Symphony Orchestra, Dirigent: Martyn Brabbins. 2 CDs (Nimbus; 2014)
- 20th Century works for cello & strings. Werke von Lutoslawski, Maconchy, Hindemith, Patterson, Kopytman. Mit Südwestdeutsches Kammerorchester Pforzheim, Dirigent: William Boughton (Nimbus; 2014)
- Weber, Spohr, Reicha, Danzi. Werke für Violoncello und Orchester. Mit dem Northern Chamber Orchestra, Dirigent: Nicholas Ward (Nimbus; 2014)
- John Metcalf: Mapping Wales, Plain Chants, Cello Symphony. Mit u. a. English Symphony Orchestra, Dirigent: William Boughton (Nimbus; 2014)
- William Busch: Cello Concerto, Piano Concerto. Mit Piers Lane, Klavier; Royal Philharmonic Orchestra, Dirigent: Vernon Handley (Lyrita; 2014)
- Tavener: The Protecting Veil, Thrinos, Eternal Memory. Mit dem Royal Philharmonic Orchestra, Dirigent: Justin Brown (RPO; 2014)
- C.P.E. Bach: Cello Concertos. Mit dem Scottish Ensemble, Leitung: Jonathan Morton (Nimbus; 2014)
- Schumann: Cello Concerto, Works for Cello & Piano. Mit John York, Klavier; Südwestdeutsches Kammerorchester Pforzheim; Niklas Willen (Nimbus; 2014)
- Bridge: Oration; Elgar: Cello Concerto; Holst: Invocation. Mit dem Royal Liverpool Philharmonic Orchestra, Dirigent: Richard Dickins (Nimbus; 2014)
- Andrzej Panufnik: Symphonic Works Vol. 8. Darauf Cello Concerto (1991). Mit Konzerthausorchester Berlin, Dirigent: Łukasz Borowicz (cpo; 2014)
- Ernest Bloch: Schelomo, Voice in the Wilderness. Mit dem BBC National Orchestra of Wales, Dirigent: Benjamin Wallfisch (Nimbus; 2014)
- British Cello Concertos: John Joubert, Robert Simpson, Christopher Wright. Mit dem BBC National Orchestra of Wales, Dirigent: William Boughton (Lyrita; 2015)
- Seiber / Dorati / Bartók. Mit BBC National Orchestra of Wales, Dirigent: Gabór Takács-Nagy (Nimbus; 2015)
- Geoffrey Bush: Small Pieces for Orchestra. Mit dem Northern Chamber Orchestra, Dirigent: Nicholas Ward (Lyrita; 2015)
- Miklós Rózsa: Cello Concerto, Sinfonia Concertante for Violin & Cello. Mit Philippe Graffin, Violine; BBC Concert Orchestra, Dirigent: Barry Wordsworth (Alto; 2015)
- Patric Standford: Symphony No. 1 ‘The Seasons’, Cello Concerto, Prelude to a Fantasy. Mit dem Royal Scottish National Orchestra, Dirigent:  David Lloyd-Jones (Naxos; 2015)
- Hans Gál, Mario Castelnuovo-Tedesco: Cello Concertos. Mit dem Konzerthausorchester Berlin, Dirigent: Nicholas Milton (CPO/Deutschlandfunk Kultur; 2017)
- Bernard van Dieren: ‘Chinese’ Symphony. Darauf: Elegie für Orchester und Violoncello principale. U. a. mit dem BBC National Orchestra und Chorus of Wales, Dirigent: William Boughton (Lyrita; 2016)
- John Ireland: Music for String Orchestra, Sonata in G Minor, A Downland Suite, In a May Morning. Mit dem Orchestra of the Swan, Dirigent: David Curtis (Naxos; 2016)
- Mieczyslaw Weinberg: Cello Concerto op. 43, Fantasy op. 52, Concertino op. 43bis. Mit dem Kristiansand Symphony Orchestra, Dirigent: Łukasz Borowicz (CPO; 2018)
- Berthold Goldschmidt, Franz Reizenstein: Cello Concertos. Mit dem Konzerthausorchester Berlin, Dirigent: Nicholas Milton (CPO/Deutschlandfunk Kultur; 2018)
- Karl Weigl: Cello Concerto, Cello Sonata. Mit John York und Edward Rushton, Klavier; Konzerthausorchester Berlin; Dirigent: Nicholas Milton (CPO/Deutschlandfunk Kultur; 2019)
- Ben-Haim, Bloch, Korngold: Cello Concertos. Mit dem BBC National Orchestra of Wales, Dirigent: Łukasz Borowicz (CPO; 2019)
- Bernhard Romberg: Cello Concertos 4 & 6, Rondo capriccioso op.69. Mit London Mozart Players (classic production osnabrück; 2021)

### Kammermusik
- English Cello Sonatas: Rubbra, Moeran, Ireland. Mit John York, Klavier (MP/DDD; 1995)
- Adrian Williams: Images of a mind. Works for Cello (Metronome; 2011)
- Delius & Grieg: The complete works for cello & piano, Mit John York, Klavier (Nimbus; 2012)
- Maurice Jacobson: Theme and Variations · The Music Room · Mosaic · The Song of Songs. Mit Julian Jacobson und Mariko Brown, Klavier; Jennifer Johnston, Mezzosopran (Naxos; 2013)
- Ludwig van Beethoven: Sonatas and Variations for cello and piano. Mit John York, Klavier (Nimbus; 2014)
- Zemlinsky Cello Sonata World Première, works by Goldmark and Korngold. Mit John York, Klavier (Nimbus; 2014)
- Liszt, Dohnányi, Kodaly: Music for cello & piano. Mit John York, Klavier (Nimbus; 2014)
- Chopin Cello Sonatas. Sonatas by Karol Szymanowski & Simon Laks. Mit John York, Klavier (Nimbus; 2014)
- Arnold Cooke: Three String Sonatas. Mit Susanne Stanzeleit, Violine; Morgan Goff, Viola; Raphael Terroni, Klavier (Naxos; 2014)
- Shchedrin: Cello Sonata. Ancient Melodies of Russian Folk-song. Mit Rodion Schtschedrin, Klavier (Nimbus; 2014)
- British Music for Cello and Piano: William Busch, Kenneth Leighton, William Wordsworth, Arnold Cooke. Mit Raphael Terroni, Klavier (Naxos; 2014)
- British Music for Cello and Piano. William Wordsworth, Josef Holbrooke, William Busch. Mit Raphael Terroni, Klavier (Naxos; 2015)
- Kenneth Leighton: Complete Chamber Works for Cello. Mit Raphael Terroni, Klavier (Naxos; 2015)

- Ernest Bloch: Music for Cello and Piano. Mit John York, Klavier (Nimbus; 2016)
- Rebecca Clarke: Music for Cello & Piano. Mit John York, Klavier (Lyrita; 2016)
- Prokofiev: Piano Sonatas volume II: Sonatas nos. 9 & 10, Sonatinas nos. 1 & 2; Cello Sonata. Mit Peter Donohoe, Klavier (Somm; 2017)
- Brahms: Cello Sonatas. Mit John York, Klavier (Nimbus; 2019)
- Brahms: Sonatas Op. 78, Op. 120, arranged for cello. Mit John York, Klavier (Nimbus; 2020)
- Roger Sacheverell Coke: Cello Sonatas. Mit Simon Callaghan, Klavier (Lyrita; 2020)
- Martinů: 3 Cello Sonatas, 7 Arabesques. Mit John York, Klavier (Nimbus; 2021)
- Elgar Reimagined: Quartet in E minor · Miniatures for Cello and Strings. Mit dem English String Orchestra, Leitung: Kenneth Woods (Lyrita; 2022)

### Trio Shaham Erez Wallfisch
- Mendelssohn: Piano Trios Op. 49 & Op. 66 / Schumann: Five Canons Op. 56 (Nimbus; 2012)
- Ravel: Trio / Fauré: Trio / Debussy: Violin Sonata & Cello Sonata (Nimbus; 2014)
- Rachmaninoff: Elegiac Trio / Arensky: Piano Trio No. 1 / Shostakovich: Piano Trio No. 2 (Nimbus; 2015)
- Brahms: Piano Trio No. 1, Op. 8 · Piano Trio Nr. 2, Op. 87 · Piano Trio Nr. 3, Op. 101 · Concerto for Violin & Cello, Op. 102. Mit dem Staatsorchester Rheinische Philharmonie, Dirigent: Daniel Raiskin (Nimbus; 2016)
- Schumann / Dvořák / Grieg. Klaviertrios (Nimbus; 2018)
- Beethoven: Piano Trios Vol. 1: Trio Op. 97 „Archduke“, Triple Concerto. Mit dem Orchestra of the Swan, Eckehard Stier (Nimbus; 2019)
- Antonín Dvořák: Piano Trio No. 3 in F Minor (Nimbus; 2023)

## Dokumentarfilme
Im Jahr 2010 zeigte der Sender Arte den Dokumentarfilm Musik in den Adern über die Mitglieder der Musikerfamilie Wallfisch. 2017 war Raphael Wallfisch einer der Porträtierten im Dokumentarfilm Drei Söhne von Birgit Karin-Weber.  Bereits 1976 war er im Kurzfilm von Steve Grumette An Afternoon with Piatigorsky als Piatigorskys Schüler zu sehen.